# Яковлевська сільська рада (Асекеєвський район)
Я́ковлевська сільська рада (рос. Яковлевский сельский совет) — сільське поселення у складі Асекеєвського району Оренбурзької області Росії.
Адміністративний центр — село Яковлевка.

## Історія
2005 року до складу сільради передано селище Чапаєво Матвієвського району. 2007 року було ліквідоване селище 1319 км.

## Населення
Населення — 594 особи (2019; 733 в 2010, 642 у 2002).

## Склад
До складу сільської ради входять:
| Населений пункт  | Населення, осіб (2002) | Населення, осіб (2010) |
| ---------------- | ---------------------- | ---------------------- |
| 1314 км, селище  | 3                      | 0                      |
| 1319 км, селище  | 6                      | -                      |
| Кісла, селище    | 12                     | 0                      |
| Ніколаєвка, село | 93                     | 65                     |
| Чапаєво, селище  | 281                    | 218                    |
| Яковлевка, село  | 528                    | 450                    |